# Comté de Queens (Nouveau-Brunswick)
Pour les articles homonymes, voir Comté de Queens.
Le comté de Queens est situé au sud du Nouveau-Brunswick, au Canada. Il est séparé en deux par le fleuve Saint-Jean. Il y avait au total 11 086 habitants en 2006.

## Gouvernements locaux
| Numéro | Nom                            | Statut            | Population estimée (2021) | ± | Superficie (km²) | Densité |
| ------ | ------------------------------ | ----------------- | ------------------------- | - | ---------------- | ------- |
| 66     | Arcadia                        | Village           | 2231                      |   |                  |         |
| 79     | Butternut Valley (partie)      | Communauté rurale | 3459                      |   |                  |         |
| 67     | Grand Lake (partie)            | Village           | 5485                      |   |                  |         |
| DR 8   | Kings (partie)                 | District rural    | 12261                     |   |                  |         |
| DR 9   | Fundy (partie)                 | District rural    | 4210                      |   |                  |         |
| DR 11  | Région-de-la-capitale (partie) | District rural    | 13794                     |   |                  |         |
| 45     | Valley Waters (partie)         | Village           | 3838                      |   |                  |         |

## Administration
| Période                                  | Période | Identité           | Étiquette | Qualité          |
| ---------------------------------------- | ------- | ------------------ | --------- | ---------------- |
| 1876                                     | 1877    | George Gerald King |           | Homme d'affaires |
| 18??                                     | 18??    | Albert Palmer      |           | Marchand         |
| Les données manquantes sont à compléter. |         |                    |           |                  |

## Démographie
| 2001   | 2006   | 2011   | 2016   |
| ------ | ------ | ------ | ------ |
| 11 862 | 11 708 | 11 086 | 10 472 |